# Guerra de Independência da Irlanda
A Guerra de Independência da Irlanda (em irlandês:  Cogadh na Saoirse), ou Guerra Anglo-Irlandesa, foi um conflito armado assimétrico travado de 1919 a 1921 entre o Exército Republicano Irlandês (as forças da auto-proclamada República da Irlanda) e o Exército Britânico. Esta guerra foi o resultado de um desenrolar de eventos após anos de tensão. Em dezembro de 1918, houve eleições gerais na Irlanda e o partido republicano Sinn Féin levou a grande maioria dos votos. Em 21 de janeiro de 1919, foi formado o primeiro governo de ruptura (na Dáil Éireann) e é declarada a independência da Irlanda do Reino Unido. No mesmo dia, dois membros da polícia real irlandesa (a Royal Irish Constabulary, ou RIC) foram mortos no condado de Tipperary. Este incidente é considerado o primeiro confronto armado da guerra. Durante boa parte de 1919, as atividades do IRA focaram em roubar armas e libertar prisioneiros republicanos. Em setembro o governo inglês em Londres baniu e declarou ilegal a Dáil (o parlamento separatista) e o Sinn Féin, intensificando o conflito. Os rebeldes do IRA começaram então a emboscar policiais da RIC e militares britânicos nas ruas, além de atacar seus quartéis, acuando-os. O Reino Unido decidiu enviar mais tropas, especialmente as milícias conhecidas como Black and Tans e a divisão auxiliar — que ficaram conhecidos pelos problemas de comportamento e por brutalizar a população civil. O conflito foi marcado por agressões mútuas, violência e represálias contra civis irlandeses.
Um dos eventos mais notórios foi o infame "Domingo Sangrento", onde cerca de quatorze membros da inteligência britânica foram mortos em Dublin em uma ação coordenada pelo IRA. A RIC e um grupo de soldados britânicos, em retaliação, abriram fogo contra civis que assistiam a um jogo de futebol, matando quatorze inocentes e ferindo outros 65. Uma semana mais tarde, dezessete membros da divisão auxiliar inglesa foram mortos pelos militantes republicanos em Kilmichael, no condado de Cork. O governo britânico respondeu impondo a lei marcial em boa parte do sul da Irlanda. Apesar da luta ter se travado principalmente por guerrilhas e confrontos de baixa e média intensidade, grandes batalhas tradicionais chegaram a ser travadas. A cidade de Cork, por exemplo, foi destruída por soldados britânicos em dezembro de 1920. Nos meses seguintes mais embates violentos continuaram, matando mais de mil pessoas e terminando na prisão de pelo menos 4 500 republicanos irlandeses. A luta se concentrou principalmente na região sul, na área de Munster (particularmente no condado de Cork), em Dublin e em Belfast, no norte. Nestes locais foram registrados até 75% das fatalidades desta guerra. A violência na região de Ulster e, especialmente na área de Belfast, tomou um caráter mais sectário e religioso, com católicos e protestantes se digladiando em sangrentos confrontos.
Depois de dois anos de conflito, foi acertado um cessar-fogo (ou "trégua") em 11 de julho de 1921. Em maio, a Irlanda foi oficialmente dividida em duas, respeitando uma lei previamente aprovada no parlamento britânico, que garantiu que os seis condados da Irlanda do Norte permanecessem parte do Reino Unido. As conversas entre ambos os lados terminou na assinatura do Tratado Anglo-Irlandês em 6 de dezembro de 1921. O acordo finalmente encerrou o governo britânico de boa parte da Irlanda e depois de dez meses acertou a transição democrática para a independência do país, criando o chamado Estado Livre Irlandês que, embora continuasse como um Domínio, ainda ligado à Comunidade Britânica de Nações (Commonwealth), era na prática uma nação emancipada. Contudo, o norte seguiu como um território subordinado ao Reino Unido. Após o cessar-fogo, a violência sectária entre os republicanos (em sua maioria católicos) e os lealistas de Ulster (em sua maioria protestantes) continuou no norte da Irlanda. O Estado Livre deu ao menos 62 868 medalhas para veteranos por serviços na guerra de independência. Mais de duas mil pessoas foram mortas diretamente nos combates.
Em junho de 1922, desentendimentos dentro do movimento republicano a respeito do tratado anglo-irlandês levaram o país a mergulhar em uma violenta guerra civil, que terminou como uma vitória para o Estado Livre Irlandês e a confirmação da independência da nação nos termos do tratado. A república, que os mais extremistas membros do IRA exigiam com veemência, só seria oficialmente proclamada em 18 de abril de 1949, desligando assim o país completamente de seus laços políticos com a coroa britânica.

## Origens

### Começo da crise
Desde a década de 1880, nacionalistas irlandeses passaram a exigir  direito de autogoverno (Home Rule) da Grã-Bretanha. A Irlanda foi invadida pelos normandos no século XII e depois o Reino da Inglaterra fez outras tentativas de exercer total autoridade sobre a ilha nos séculos seguintes, mas a conquista militar completa só veio no século XVII. Mesmo assim, por quase setecentos anos, o país nunca esteve completamente pacificado.
Após períodos de turbulência política e de algumas rebeliões, o direito ao autogoverno foi concedido parcialmente pelas autoridades britânicas em 1912, levando a uma prolongada crise dentro do Reino Unido quando o Partido Unionista do Ulster formou uma organização armada para resistir ao crescente movimento em favor da chamada "devolução", ao menos dentro do território que eles podiam controlar. Em contrapartida, os nacionalistas formaram seu próprio grupo paramilitar, os "Voluntários Irlandeses" (Óglaigh na hÉireann).
Em 18 de setembro de 1914, o parlamento inglês passou o Third Home Rule Act como uma emenda ao projeto de Partição da Irlanda, introduzido pelos unionistas, mas esta lei foi atrasada devido a eclosão da Primeira Guerra Mundial. A maioria dos nacionalistas seguiram as ordens do Partido Parlamentar Irlandês de apoiar o Reino Unido e os Aliados no esforço de guerra. Contudo, os membros da milícia Voluntários Irlandeses se dividiram e alguns viram nisso uma oportunidade para iniciar uma revolta contra a metrópole inglesa.

### Revolta da Páscoa

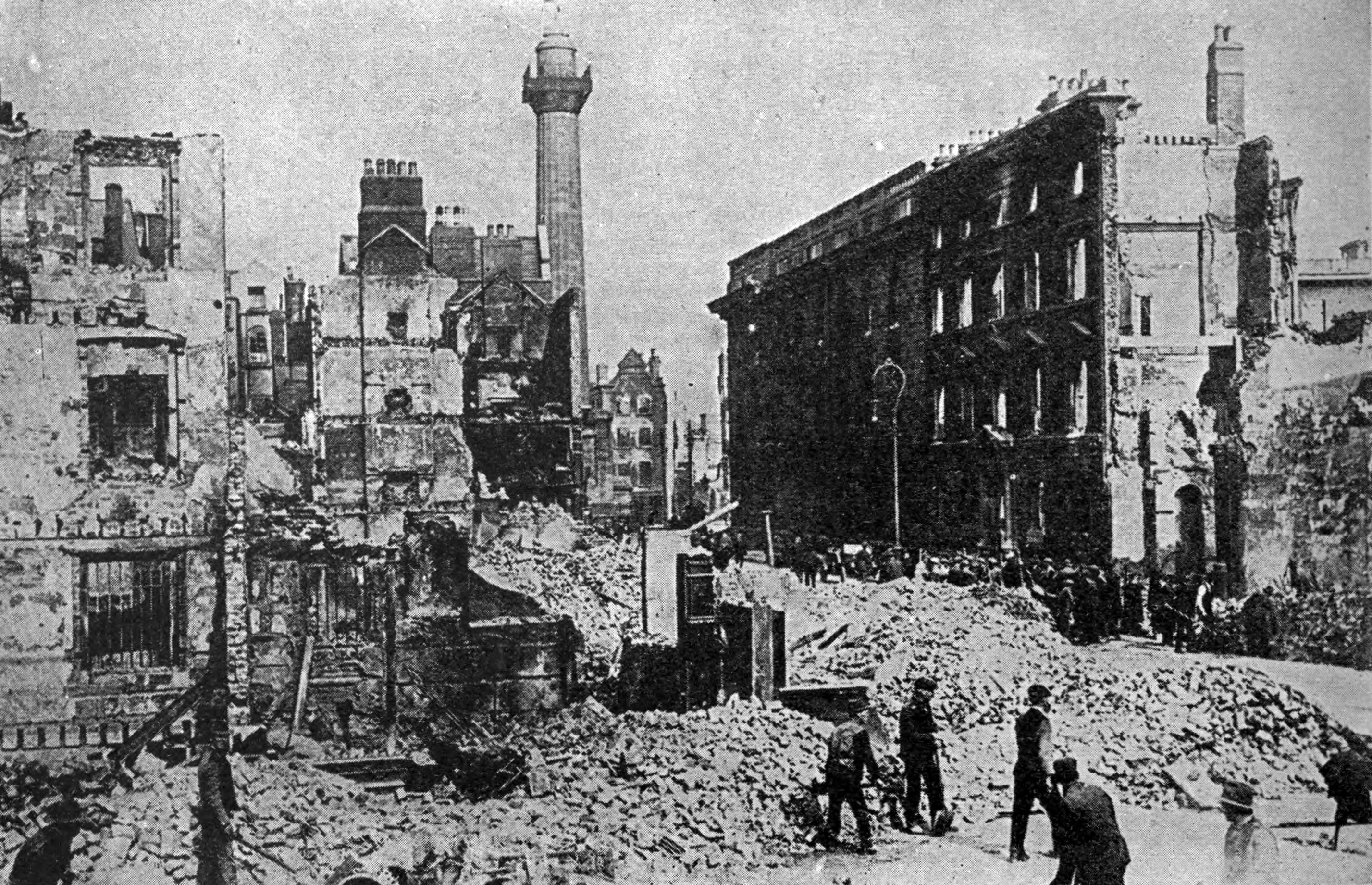
A rua Sackville, em Dublin, após os combates na revolta de Páscoa (1916).

Enquanto boa parte das forças armadas britânicas estava ocupada lutando na Primeira Guerra Mundial, os nacionalistas irlandeses iniciaram uma nova rebelião, que viria a ser conhecida como a Revolta da Páscoa de 1916, lideradas pelos chamados Voluntários. Esta insurreição se tornou uma das maiores na história do país e um marco na luta pela independência. O levante, onde mais de quatrocentas pessoas morreram, se concentrou quase que exclusivamente na área de Dublin, a capital, e perdurou por uma semana até que os ingleses sufocaram a revolta, prendendo vários envolvidos e executando seus líderes. A dura repressão fez aumentar a popularidade dos separatistas, que passaram a se representar pelo partido Sinn Féin. Os republicanos deste partido exploraram o sentimento de raiva da população já que o esforço de guerra para apoiar o Reino Unido no fronte de batalha começou a exigir muito do povo irlandês. Além disso, o ressentimento era alto devido ao excesso de violência que as forças britânicas usaram para encerrar a rebelião e também das subsequentes represálias que vieram na forma de diversas prisões e na morte de algumas personalidades conhecidas do país, como Francis Sheehy-Skeffington, um popular escritor. Após a revolta, o governo inglês impôs a lei marcial no país.
Em abril de 1918, o Reino Unido passava por problemas devido à Ofensiva da Primavera alemã lançada perto do fim da Primeira Guerra Mundial, o que forçou o governo inglês a iniciar a conscrição em massa na Irlanda. Isso alienou ainda mais o eleitorado irlandês, o que levou a uma série de manifestações e protestos ao fim de 1918. Em dezembro do mesmo ano, houve eleições gerais no país e os republicanos separatistas da Sinn Féin se saíram muito bem.
Para os republicanos da Irlanda, a guerra de independência do país começou de fato durante a Revolta da Páscoa de 1916, quando os rebeldes proclamaram o nascimento da República Irlandesa. Os republicanos argumentam que o conflito travado entre 1919 e 21 (e a subsequente guerra civil de 1922) foram apenas lutas para garantir a sobrevivência da nova república. De fato, ações contra soldados britânicos e representações do governo inglês na ilha continuaram após a derrota da revolta, ainda que em nível baixo entre 1916 e 1918. Em resposta à escalada da violência, a Inglaterra aumentou sua presença militar no país.

### A primeira Dáil

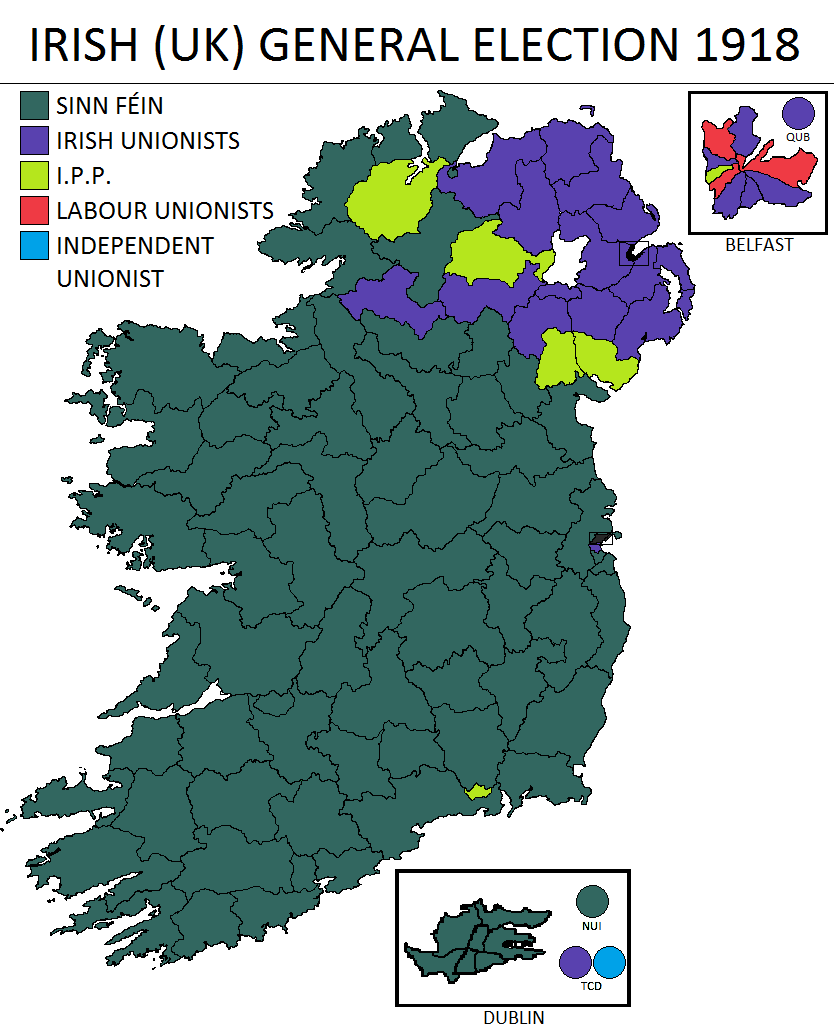
Resultados das eleições gerais na Irlanda em 1918.

Nas eleições de 1918, os eleitores irlandeses mostraram nas urnas seu descontentamento com a administração britânica da sua ilha. O Sinn Féin ganhou ao menos 70% (73 dos 105) dos assentos que o país tinha direito no parlamento. O partido vencedor, contudo, decidiu não tomar seu assento de direito no Parlamento Britânico em Westminster, preferindo se reunir no Parlamento Irlandês em Dublin. Este congresso ficou conhecido como First Dáil (a Primeira Dáil) e seus ministérios foram chamados de Aireacht, e consistiam apenas de membros da Sinn Féin. Reunidos pela primeira vez em 21 de janeiro de 1919, na Mansion House, a Dáil reafirmou a declaração de 1916 e a reforçaram com uma declaração formal de independência. Eles ainda mandaram uma "mensagem para as nações livres do mundo" onde confirmaram que havia um "estado de guerra entre a República Irlandesa e a Inglaterra". Os milicianos dos "Voluntários Irlandeses" se reorganizaram e formaram o chamado Irish Republican Army (ou IRA). Seus combatentes então receberam autoridade de realizar ataques contra alvos ingleses em toda a ilha.

## A guerra

### Começo das hostilidades
No começo de 1919 não estava claro se a Dáil (o parlamento) pretendia conquistar a independência do país pela via armada e a guerra não estava no manifesto que a Sinn Féin fez pedindo a secessão do país do Império Britânico, porém um incidente que aconteceria em 21 de janeiro de 1919, no primeiro dia em que a primeira Dáil se reuniu, mudaria tudo. Diversos membros do IRA, agindo de forma independente, atacaram a tiros dois oficiais da Royal Irish Constabulary (RIC), em Soloheadbeg, no condado de Tipperary. Dan Breen, um dos agressores, mais tarde recordou:

...tomamos a ação deliberadamente, pensando sobre o assunto e conversamos entre nós. Seán Treacy havia dito que a única forma de começar uma guerra era matando alguém e nós queríamos começar esta guerra, então nós planejamos matar alguns policiais da Royal Irish Constabulary, que são um braço importante dos ingleses no país. Nosso único arrependimento era que havia apenas dois policiais lá, em vez dos seis que esperávamos.
O atentado contra o RIC, que foi uma ação unilateral, marcou o início da guerra de independência. A guerra não foi formalmente declarada pela Dáil até que o conflito já estava em andamento. Em 10 de abril de 1919 a Dáil afirmou:
Sobre os prisioneiros republicanos, nós devemos lembrar que nosso país está em guerra com a Inglaterra e nós precisamos considerá-los baixas necessárias neste conflito.
 Contudo, foi só em 11 de março de 1921, dois anos após o começo das hostilidades, que o presidente da Dáil Éireann, Éamon de Valera, formalmente "aceitou" a existência do "estado de guerra entre o país e o Reino Unido". O atraso permitiu um equilíbrio entre as realidades militares e políticas.

### Escalada da violência

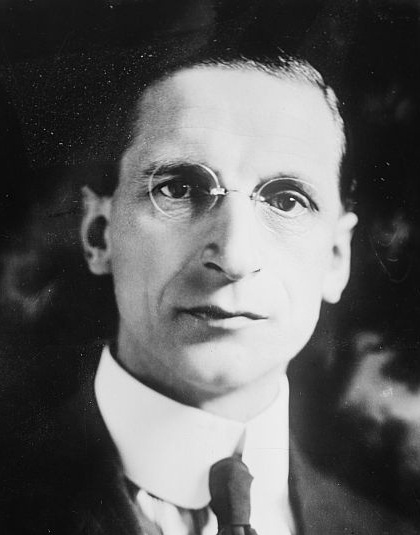
Éamon de Valera, auto-proclamado presidente da República Irlandesa de 1919. Ele foi um dos principais líderes políticos da revolta.

Ainda em 1919, militantes republicanos irlandeses começaram a atacar propriedades do governo britânico na ilha, invadindo delegacias e quartéis atrás de armas e matando membros proeminentes da administração inglesa local. Um dos primeiros grandes nomes a ser morto foi o magistrado John C. Milling, baleado em Westport. Ele havia sido responsável pela prisão de diversos dissidentes na sua região. Os membros do IRA usavam principalmente táticas de guerrilha, combatendo sem uniformes em ações rápidas e violentas. Estas táticas não eram aprovadas por alguns líderes republicanos, como Éamon de Valera, que preferia uma tática de guerra mais "convencional" a fim de dar mais legitimidade à nova república perante os olhos do mundo. Porém, vários líderes do IRA, especialmente Michael Collins, eram favoráveis às táticas de guerrilha, lembrando que da última vez que eles tentaram combater os britânicos de forma mais tradicional, eles acabaram derrotados (em 1916). Já outros, como Arthur Griffith, prefeririam ter lançado uma campanha de desobediência civil em vez da luta armada. A violência excessiva, como as emboscadas e assassinatos à luz do dia, se tornaram, inicialmente, impopulares entre o povo irlandês. Contudo, conforme o conflito se desenrolava, a população foi mudando de ideia, principalmente devido às represálias particularmente violentas do governo britânico.

No começo da guerra, entre 1919 e 1920, a violência ainda não acontecia de forma desenfreada pelo país. Boa parte dos nacionalistas preferia continuar utilizando manifestações e mobilizações populares para aumentar a oposição ao governo inglês da ilha. O jornalista britânico, Robert Lynd, escreveu para o The Daily News em julho de 1920: 
"Por enquanto, boa parte da população está apreensiva, a política da vez não é participar mas encarar tudo de forma passiva. Sua política não é bem atacar o governo [inglês], mas sim ignorá-lo e então construir um governo próprio paralelo."

### Os colaboradores irlandeses se tornam o alvo

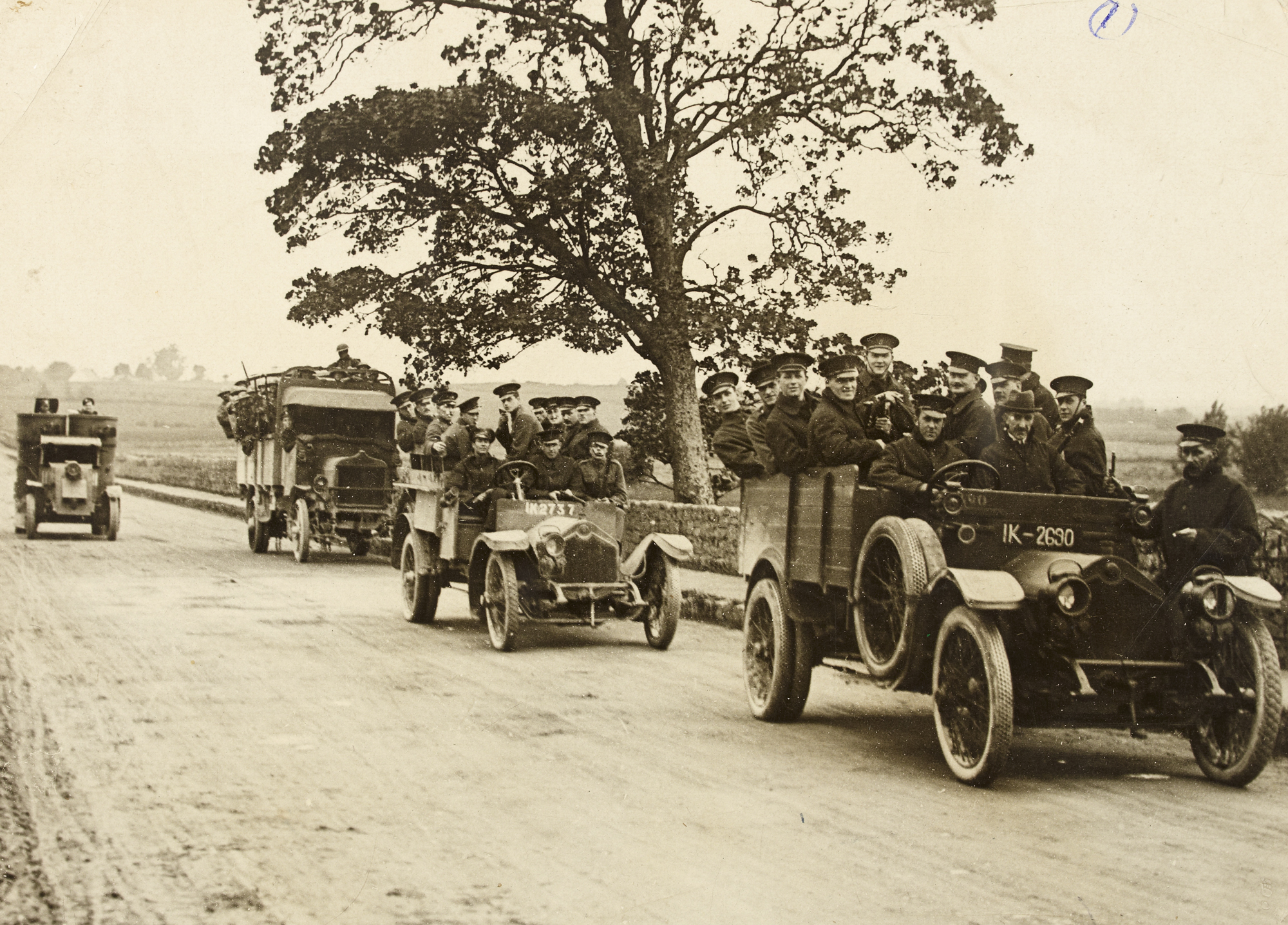
Soldados britânicos e oficiais irlandeses da RIC na região de Limerick.

Um dos principais alvos do IRA durante o conflito eram os agentes e funcionários trabalhando para a Royal Irish Constabulary (RIC), a Real Polícia Irlandesa a serviço do governo do Reino Unido, composta em sua maioria por oficiais católicos. Seus membros e edifícios desta organização passaram a sofrer com ataques dos guerrilheiros republicanos. Muitas das armas do IRA eram roubadas das delegacias que eles atacavam. A RIC tinha, no começo do conflito, aproximadamente 9 700 homens em 1 500 quartéis espalhados pela Irlanda.
Uma política de ostracismo de homens da RIC foi anunciada pela Dáil em 11 de abril de 1919. Isto conseguiu desmoralizar as forças durante a guerra, enquanto a população virava a cabeça para uma associação que cada vez mais era ligada ao aumento da repressão do governo britânico. Muitos oficiais da polícia desertaram e o recrutamento caiu drasticamente. Denúncias surgiram de que, dada a falta de recursos, agentes da RIC teriam praticado assaltos contra lojas atrás de comida, o que fez com que os comerciantes também se voltassem contra eles. Alguns oficiais da Royal Irish Constabulary começaram a colaborar com o IRA, seja por medo ou simpatia, dando aos republicanos valiosas informações. Em contraste a eficiência do boicote da população ao não apoiar mais a RIC, as ações militares do IRA contra eles no começo do conflito foi limitado. Em 1919, onze homens do RIC e quatro da Polícia Metropolitana de Dublin foram mortos em atentados. Outros 20 ficaram feridos.
Greves também se tornaram parte da resistência ao regime britânico na ilha. Em Limerick, em abril de 1919, uma greve geral foi convocada pelos comerciantes para protestar contra a presença militar inglesa na região. O governo inglês estabeleceu que era necessário permissão da RIC para adentrar na cidade, o que provocou a ira dos negociantes. Similarmente, em maio de 1920, trabalhadores das docas de Dublin deixaram de fazer comércio com os ingleses e também proibiram a venda de produtos que pudessem ser usados no esforço de guerra inimigo. Essas greves começaram a prejudicar as movimentações das tropas britânica pela Irlanda, devido a falta de suprimentos. Em dezembro de 1920, boa parte das greves já havia acabado. Os britânicos ameaçaram romper os acordos econômicos com os comerciantes irlandeses e donos das redes ferroviárias, o que seria um grande golpe financeiro contra os negociantes.
Com o passar do tempo, as ações violentas do IRA aumentaram consideravelmente. No começo de 1920, eles passaram a fazer ataques violentos contra alvos do RIC, especialmente em regiões isoladas, como a área rural.

### Colapso da administração britânica

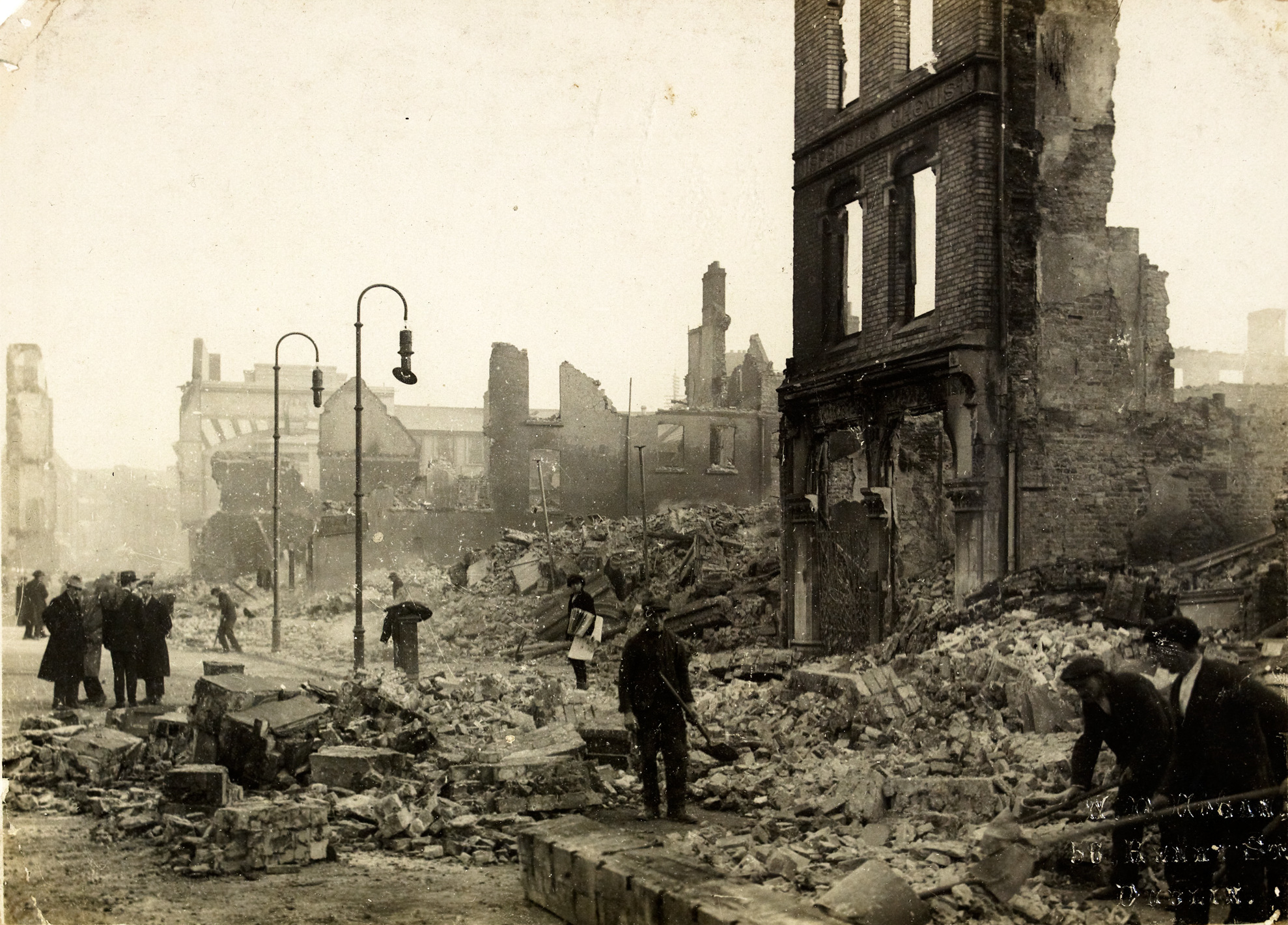
A cidade de Cork queimada e destruida após combates entre o IRA e o exército britânico entre 11 e 12 de dezembro de 1920.

Em abril de 1920, ao menos quatrocentos quartéis abandonados da RIC foram queimados pelos rebeldes para prevenir que eles fossem usados novamente pelos policiais. Com isso, boa parte dos oficiais da Royal Irish Constabulary tiveram de se retirar da zona rural, que passou a ser controlada quase que totalmente pelo IRA. Por intimidação ou deserções, muitos jurados não participavam das cortes para julgar presos, o que resultaria no colapso do sistema judiciário britânico na ilha, desmoralizando assim a RIC, o que resultou na deserção ou renúncia de diversos policiais. A Irish Republican Police (IRP), comandada por Cathal Brugha, foi fundada entre abril e junho de 1920 sob a autoridade da Dáil Éireann (o auto-proclamado governo republicano irlandês) com o objetivo de substituir a RIC e fazer valer a lei pelas cortes do país. Em 1920, a IRP estava presente em 21 dos 32 condados da Irlanda. As cortes da Dáil eram geralmente conservadoras socialmente, apesar das origens revolucionárias, e rejeitaram as tentativas de fazendeiros sem terras para redistribuir as terras dos ricos proprietários para os mais pobres.
Com diversas linhas de suprimento sob ataque e boa parte do interior do país controlado por rebeldes do IRA, uma grande fatia dos impostos recolhidos para o governo britânico não chegava ao destino. Boa parte da população também preferia dar dinheiro ao chamado "National Loan" ("Empréstimo Nacional"), criado por Michael Collins com a finalidade de financiar o jovem governo irlandês e seus exércitos. Ao fim de 1920, o empréstimo já havia chegado a 358 000 libras. Um total maior, de cerca de cinco milhões de dólares, foi arrecadado nos Estados Unidos por irlandeses que moravam por lá e a quantia foi enviada para a Irlanda. As alíquotas eram pagas em conselhos locais, a maioria controlados pela Sinn Féin, que não repassavam os valores para o governo inglês. Assim, em meados de 1920, a República Irlandesa (que, na teoria, existia apenas no papel) passou a se tornar uma realidade para muitas pessoas, fazendo valer a lei e a ordem, mantendo um exército próprio e coletando tributos. Um jornal liberal britânico, o The Nation, escreveu em agosto de 1920 que o "fato central da atual situação da Irlanda é que a república irlandesa realmente existe".
As forças britânicas, tentando restabelecer seu controle no país, frequentemente recorriam a represálias arbitrárias contra os ativistas republicanos e contra a população civil. Uma política de repressão começou oficialmente em setembro de 1919 em Fermoy, Condado de Cork, quando duzentos militares ingleses saquearam e queimaram a cidade, após um dos seus soldados ter sido morto em uma emboscada orquestrada pelo IRA. Arthur Griffith estimou que nos primeiros dezoito meses do conflito, as tropas britânicas realizaram pelo menos 38 720 ataques contra propriedades privadas, prenderam 4 982 pessoas, cometeram 1 604 assaltos, indiscriminadamente causaram cento e dois tiroteios e queimaram diversas cidades e vilas, matando ao menos setenta e sete pessoas, incluindo mulheres e crianças.

### Organização e operações do IRA

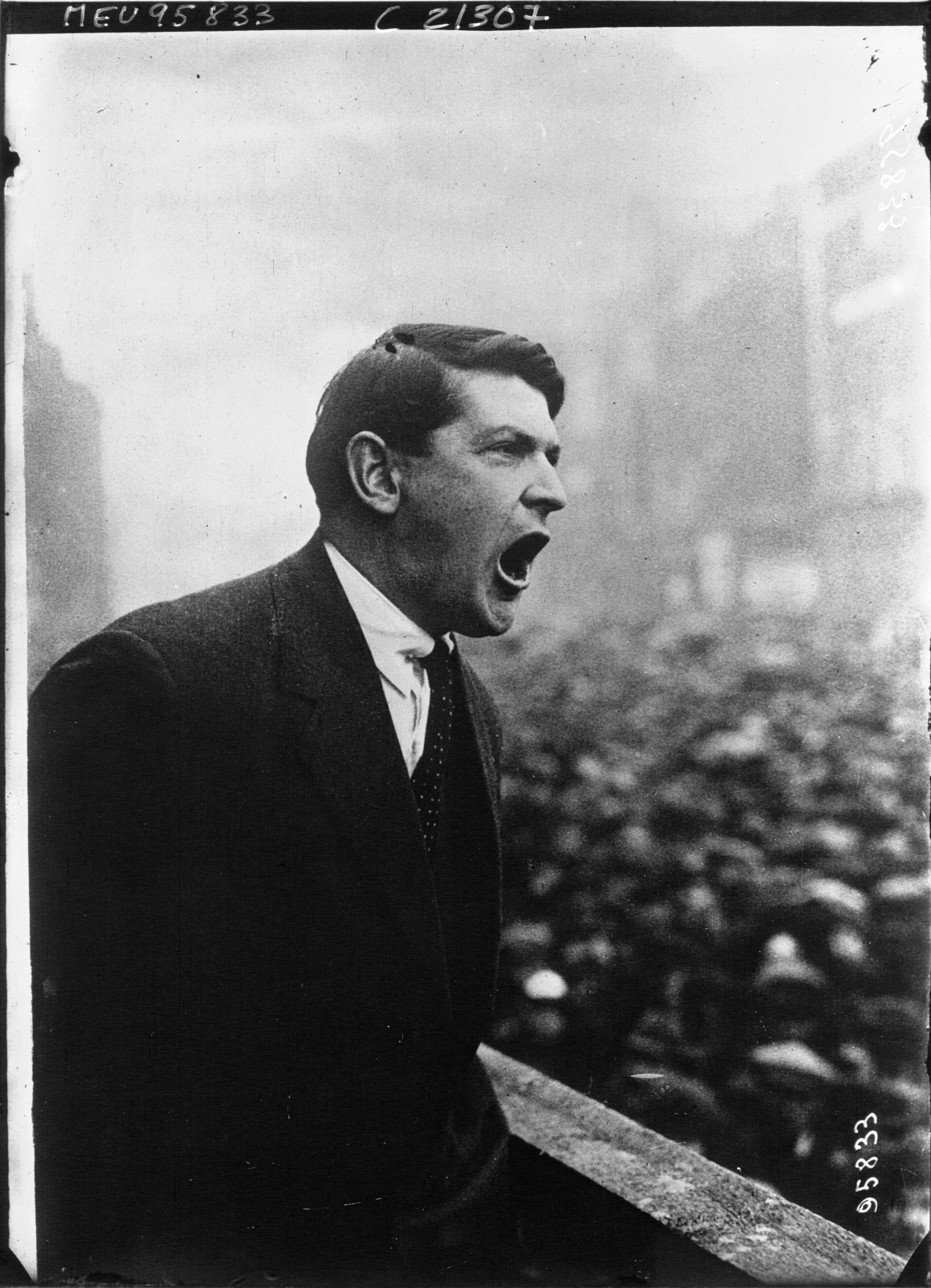
Michael Collins, um dos principais líderes do IRA durante a guerra. Na atualidade, Collins é um herói nacional.

Michael Collins foi um dos principais líderes do movimento de independência irlandês. Nominalmente, ele exercia o cargo de Ministro das Finanças do auto-proclamado governo republicano. Ele também era diretor de inteligência do IRA, o que fazia tomar uma posição fundamental de liderança no movimento, encontrando fundos e armas para os rebeldes. O carisma e a capacidade organizacional de Collins o tornou muito popular entre os nacionalistas pró-independência e entre a população em geral. Ele também estabeleceu uma eficiente rede de espiões entre as forças policiais locais que trabalhavam para a Inglaterra. Collins ainda tinha infiltrados nas instituições da administração britânica da ilha. Em sua rede de espionagem, seu principal alvo era a Dublin Metropolitan Police, especialmente a chamada "Divisão G" formada por irlandeses que tinham a missão de subverter os movimentos separatistas. Essa divisão era muito odiada pelo IRA devido a esta colaboração com os ingleses. Collins formou então um grupo chamado de "O Esquadrão", formado por jovens homens cuja única função era procurar e matar os "G-men" (agentes irlandeses a serviço da Coroa britânica) e outros colaboradores e espiões ingleses. O esquadrão de Michael começou a atacar e matar diversos oficiais de inteligência da RIC a partir de meados de 1919. Muitos G-men receberam cartas do IRA oferecendo a eles a chance de renunciar seus cargos ou deixar a Irlanda. A maioria, contudo, recusou a proposta e vários acabaram sendo assassinados.
O chefe de estado-maior do IRA era Richard Mulcahy, que foi o responsável por organizar e distribuir as unidades do IRA pelo país. Em teoria, Collins e Mulcahy respondiam a Cathal Brugha, o ministro da defesa da Dáil. Porém, na prática, Brugha apenas supervisionava, recomendando ou fazendo objeções a ações específicas. Boa parte das ações militares do IRA eram, na verdade, coordenadas por iniciativa de líderes locais (como Liam Lynch, Tom Barry, Seán Moylan, Seán Mac Eoin e Ernie O'Malley) que organizavam as atividades de guerrilha contra as forças britânicas na ilha. Durante boa parte do conflito, as atividades do IRA se concentravam, na maioria dos casos, nas regiões de Munster e Dublin, com algumas unidades rebeldes isoladas espalhadas pelo país também realizando atentados nas regiões norte, oeste e sul.
Estima-se que cerca de 100 mil pessoas estavam envolvidas nas atividades pró-independência pelo país, sendo que Michael Collins estimou que apenas 15 000 serviam ativamente no IRA durante a guerra, com cerca de 3 000 participando dos combates. Várias organizações, como movimentos de mulheres e jovens, também apoiavam a revolução. Boa parte da população civil também simpatizava com os republicanos e se recusavam a colaborar com a RIC ou com o exército inglês, e frequentemente disponibilizavam suas casas para os homens do IRA utilizarem, normalmente para se esconderem das autoridades britânicas. O apoio do povo aos rebeldes vinha, em grande parte, do desgosto nutrido devido as represálias do governo britânico contra as atividades terroristas das facções irlandesas.
Entre 1919 e meados de 1920, Éamon de Valera visitou os Estados Unidos para tentar buscar mais apoio político a causa. Ao retornar, ele pediu para que a Dáil insistisse com o IRA para que eles abrissem mão das ações terroristas de emboscada e assassinatos, que eram usadas pelos britânicos como arma de propaganda contra os republicanos. Ele preferiria ações militares mais convencionais. A proposta, contudo, foi rejeitada pois acreditava-se que bater de frente com os ingleses de forma convencional seria 'suicídio'.

### Lei marcial

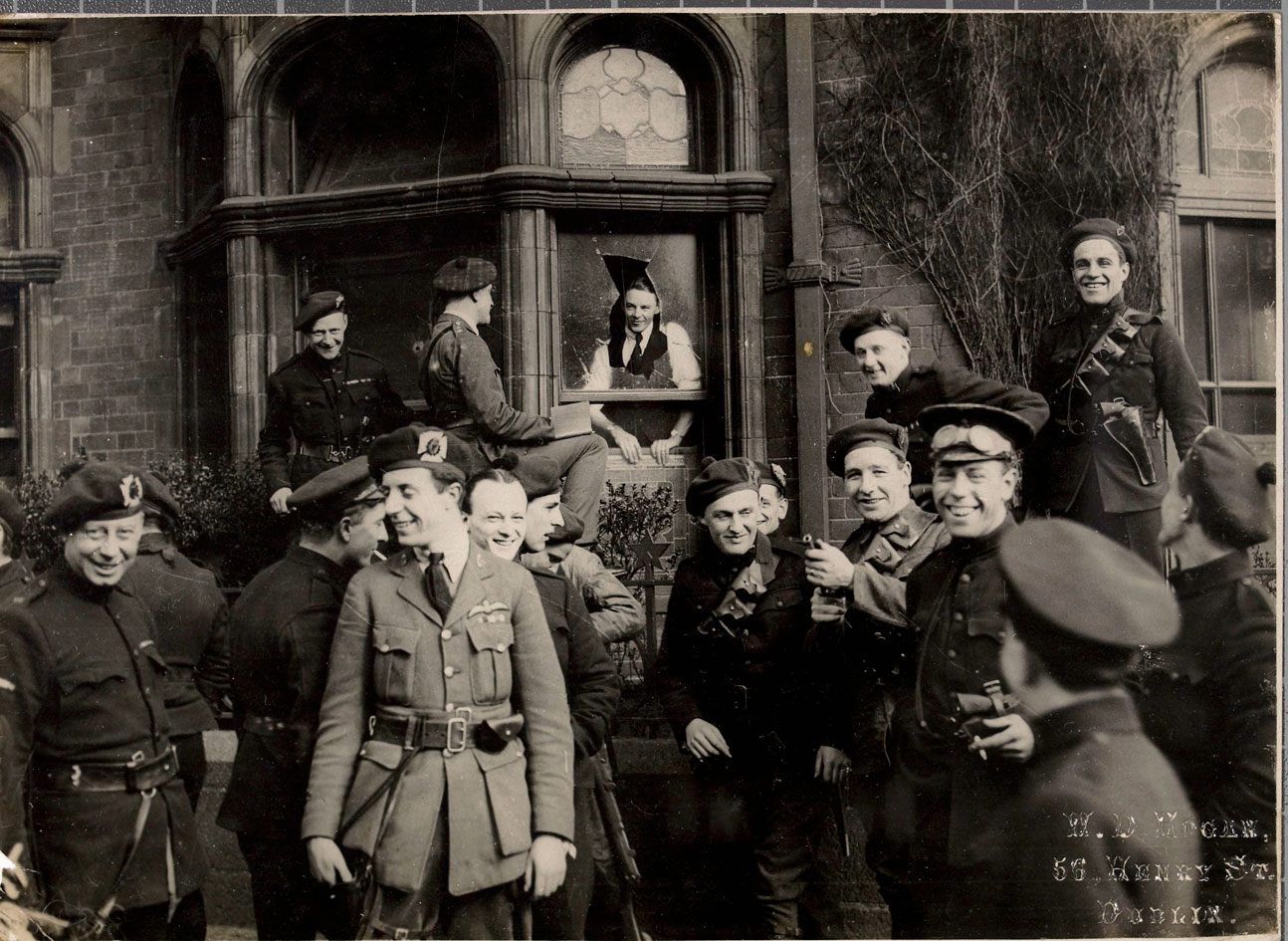
Um grupo de militares da "Black and Tans" e da "Divisão de Auxiliares" em Dublin (abril de 1921).

Os britânicos responderam ao aumento da violência na Irlanda aumentando sua presença na ilha. Relutando em colocar forças militares regulares em peso no país, eles criaram duas unidades paramilitares para ajudar a RIC. A milícia Black and Tans foi uma das primeiras organizações criadas e se tornaria uma das mais ativas no conflito. Com cerca de sete mil homens, eles eram compostos, em sua maioria, por ex-soldados britânicos, muitos veteranos da Primeira Guerra Mundial. Mandados para a Irlanda em 1920, a maioria destes recrutas vinham de cidades inglesas ou escocesas. Apesar de oficialmente parte da RIC, em realidade eles eram uma unidade paramilitar totalmente independente. Eles rapidamente ganharam uma reputação muito ruim de indisciplina e de beber muito, e acabaram prejudicando mais ainda a simpatia do povo para com a administração britânica. Em resposta às ações cometidas pelo IRA, no verão de 1920, os homens da "Tans" queimaram e saquearam diversas cidades pela Irlanda, incluindo Balbriggan, Trim, Templemore e outras. Eles também passaram a ser acusados de brutalizar as populações de vários municípios.
Em julho de 1920, uma nova força militar, a chamada Divisão Auxiliar, que consistia de 2 215 combatentes (a maioria ex-militares britânicos), chegou na Irlanda. A reputação dos Auxiliares era tão ruim quanto a dos Tans devido aos abusos cometidos contra a população civil irlandesa, contudo eles eram considerados mais eficientes em combate. A política de represálias foi famosamente satirizada pelo lorde Hugh Cecil quando ele disse: "Parece que concorda-se que não existe essa coisa de represálias, mas ela está sendo eficiente".
Em 9 de agosto de 1920, o Parlamento Britânico aprovou o "Ato de Restauração da Ordem na Irlanda de 1920". Esta lei substituía os julgamentos com júris por cortes marciais em áreas onde as atividades do IRA eram mais regulares. Em 10 de dezembro de 1920, lei marcial foi proclamada nos condados de Cork, Kerry, Limerick e Tipperary em Munster; em janeiro de 1921, ela foi estendida ao resto de Munster nos condados de Clare e Waterford, e também em Kilkenny e Wexford em Leinster. A maioria dos tribunais civis foram suspensos e substituídos por tribunais militares. Além disso, os poderes de cortes marciais foram estendidos para toda a população e as forças de segurança tinham poderes de prender qualquer um que quisessem e até executar pessoas sem julgamento. Finalmente, o pagamento governamental e o repasse de recursos às regiões controladas pela Sinn Féin foram suspensos. Estas ações são interpretadas pelos historiadores como uma escolha do primeiro-ministro inglês, David Lloyd George, de tentar enfraquecer a rebelião na Irlanda em vez de tentar negociar diretamente com as lideranças republicanas. Como resultado, a violência e os combates se intensificaram no verão seguinte e chegaram ao seu ápice entre novembro de 1920 e julho de 1921.

### Intensificação dos combates: outubro – dezembro de 1920

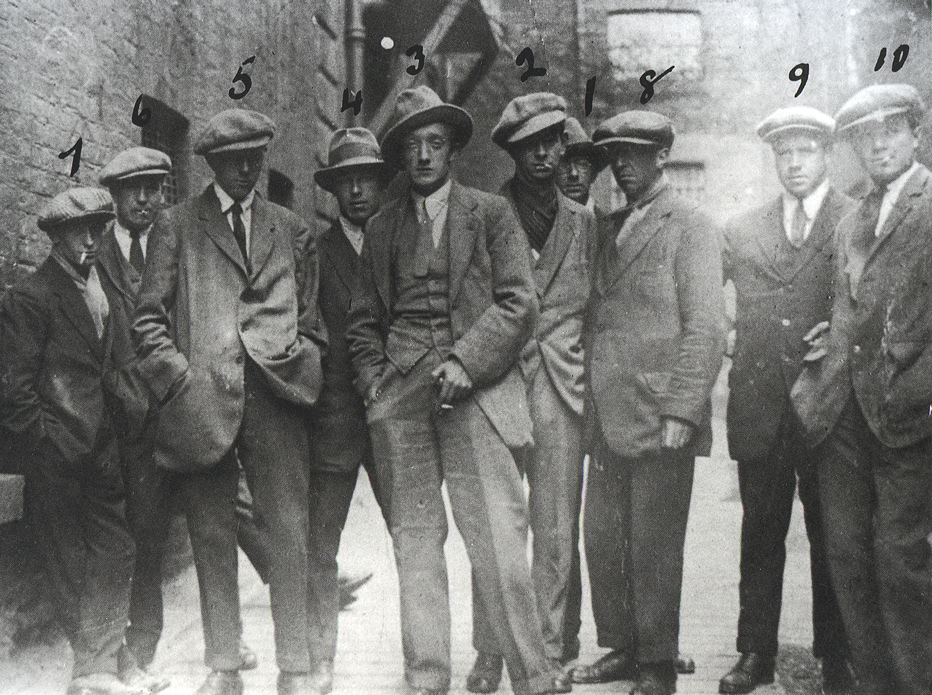
Homens da inteligência britânica enviados a Irlanda durante a guerra. Conhecidos como Cairo Gang, muitos deles foram assassinados em 21 de novembro de 1920 durante uma série de ataques perpetrados pelo IRA. Irlandeses que ajudavam os ingleses também se tornaram alvos dos guerrilheiros republicanos.

Uma sucessão de eventos acabou por aumentar a violência no país ao fim de 1920. Primeiro, o lorde prefeito de Cork, Terence MacSwiney, morreu durante uma greve de fome na prisão de Brixton, em Londres, enquanto outros prisioneiros do IRA, como Joe Murphy e Michael Fitzgerald, também morreram em Cork devido a greves de fome. Então, em novembro de 1920, houve um dia sangrento em Dublin.
Em uma manhã de novembro de 1920, "O Esquadrão" do IRA, liderado por Michael Collins, tentou eliminar, em uma única ação, o coração da inteligência britânica em Dublin. Diversos agentes e espiões ingleses foram atacados. Registra-se que ao menos vinte pessoas foram baleadas, sendo que quinze morreram e outras cinco ficaram feridas. A maioria eram oficiais britânicos, policiais ou civis que colaboravam com a ocupação. Entre os mortos, estavam os homens da chamada "Cairo Gang" (que era um grupo de agentes da MI-6) e oficiais das cortes marciais.
Em resposta a este ataque do IRA, os Auxiliares e outros paramilitares britânicos partiram em caminhões para o estádio Croke Park, em Dublin, durante uma partida de futebol gaélico e abriram fogo contra a multidão que assistia o jogo. Ao menos quatorze civis foram mortos, incluindo o popular jogador Michael Hogan, e outras sessenta e cinco pessoas foram feridas. Dias depois, dois agentes republicanos, Dick McKee e Peadar Clancy, além de um amigo, Conor Clune, foram presos e sumariamente executados no Castelo de Dublin. A administração local afirmou que os homens foram baleados ao tentar fugir, afirmação esta rejeitada pelos nacionalistas irlandeses que acreditavam que eles foram, na verdade, presos, torturados e mortos sem julgamento. Estes acontecimentos ficaram conhecidos como "Domingo Sangrento" ("Bloody Sunday") e teve repercussão muito ruim dentro e fora da Irlanda. Vários países, como os Estados Unidos (que tinha uma grande população de descendentes de irlandeses), condenaram a ação violenta das forças britânicas e até parlamentares ingleses começaram a questionar a conduta de suas tropas na guerra.
Em 28 de novembro de 1920, uma semana depois do Domingo Sangrento em Dublin, uma unidade do IRA em Cork emboscou uma patrulha de Auxiliares ingleses em Kilmichael, matando cerca de dezessete dos dezoito homens que estavam na coluna. Estas ações aumentaram a violência na região. Em resposta, os condados de Cork, Kerry, Limerick e Tipperary – todos na província de Munster — foram colocados sob lei marcial em 10 de dezembro. Outras regiões também foram afetadas por esta lei semanas depois. Pouco tempo depois, em janeiro de 1921, as "represálias oficiais" foram sancionadas pelos britânicos e em um incidente, sete casas foram queimadas em Midleton, Cork, por soldados ingleses. Em 11 de dezembro, o centro da cidade de Cork foi queimado pelos Black and Tans, que também dispararam contra os bombeiros que tentavam apagar o fogo. Esta ação seria uma represália a uma emboscada do IRA na manhã do mesmo dia, que terminou com a morte de um militar inglês e deixou outros onze feridos.

### Auge da violência: dezembro de 1920 – julho de 1921

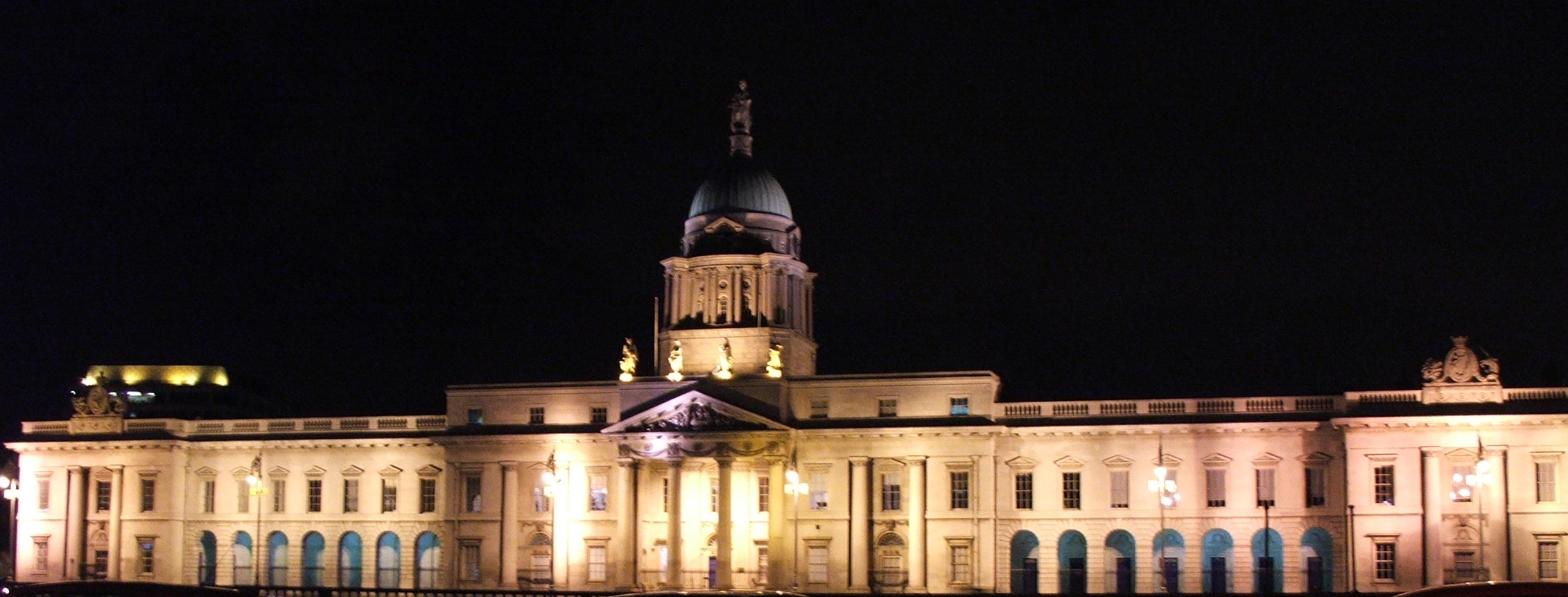
A Custom House em Dublin. Ela foi queimada pelo IRA em 1921, mas foi reconstruída anos depois pelo Estado Livre Irlandês.

Durante os últimos meses do conflito houve um crescimento do número de mortos. As fatalidade somaram, apenas entre janeiro e julho de 1921, mais de mil pessoas, incluindo policiais da RIC, militares britânicos, voluntários do IRA e civis. Isso representa um total de 70% no número de mortes nos primeiros dois anos de guerra. Além disso, cerca de 4 500 membros ou simpatizantes do IRA foram presos neste período. No meio de toda esta violência, a Dáil formalmente declarou guerra ao Reino Unido em março de 1921. Entre 1 de novembro de 1920 e 7 de junho de 1921, vinte e quatro pessoas foram executadas pelos ingleses. Em 1 de fevereiro, a primeira execução sob a lei marcial de um homem do IRA foi autorizada. Cornelius Murphy, de Millstreet, Cork, foi morto por um pelotão de fuzilamento. Ao fim do mesmo mês, mais seis pessoas foram executadas, apenas em Cork.
Em 19 de março de 1921, Tom Barry e um grupo de cem homens do IRA combateram cerca de mil e duzentos soldados britânicos – a Emboscada de Crossbarry. Esta foi uma das maiores batalhas convencionais da guerra. Os homens de Barry conseguiram evitar serem encurralados e furaram o cerco inglês. Ao todo, trinta militares ingleses e seis militantes irlandeses republicanos foram mortos. Dois dias depois, em 21 de março, os rebeldes atacaram uma linha ferroviária em Headford, perto de Killarney. Cerca de vinte militares britânicos foram mortos ou feridos, e ao menos dois homens do IRA e três civis também perderam a vida. Poucos combates na guerra foram batalhas em larga escala, sendo que o IRA tinha muito mais sucesso em emboscadas de pequena escala. Uma paranoia com relação a informantes dentro do movimento republicano levou o IRA a executar muitos irlandeses suspeitos de colaborações com as forças britânicas.
Em 25 de maio de 1921, centenas de combatentes do IRA atacaram e queimaram a The Custom House (prédio considerado o centro do governo britânico na Irlanda) que fica no centro de Dublin. Simbolicamente, esta ação pretendia mostrar aos ingleses que seu governo sobre a ilha era inaceitável e insustentável. Contudo, de um ponto de vista militar, foi um desastre. Militares britânicos expulsaram os membros do IRA da área, matando cinco deles e prendendo outros oitenta. Isto mostrou que o IRA não estava pronto, treinado ou equipado para enfrentar as forças inglesas em um combate convencional. A chamada "Brigada de Dublin" do Exército Republicano Irlandês realizou ao menos cento e sete ataques na cidade em maio e outros noventa e três em junho, antes de diminuir o volume de ações e emboscadas. A redução nas atividades do IRA deveu-se, principalmente, a falta de suprimentos, armas e outros materiais bélicos, sendo que em julho de 1921 a situação de falta de munição começou a ficar crítica. Apesar de toda a eficiência da luta de guerrilha, os republicanos, como Richard Mulcahy apontou, falharam em "expulsar o inimigo (os britânicos) da ilha".

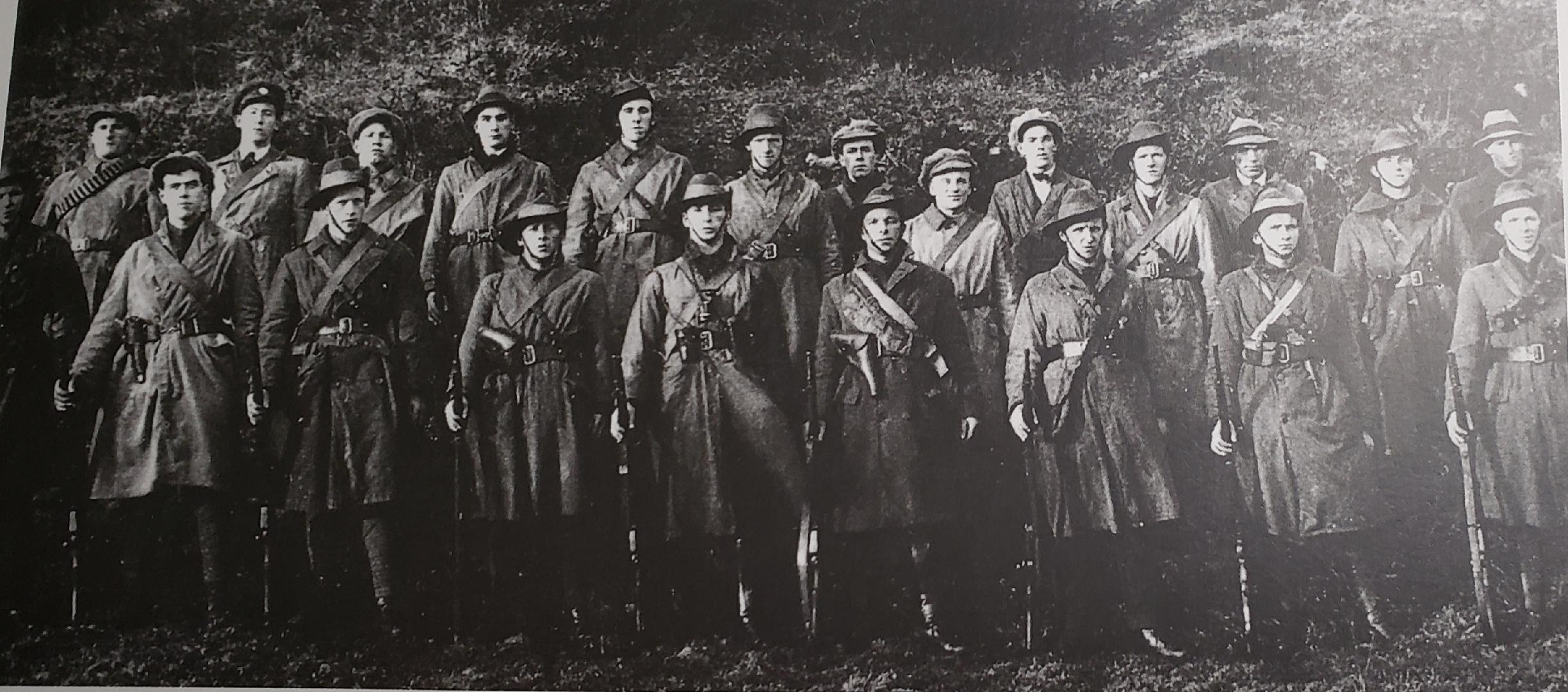
Combatentes do IRA, da "coluna voadora" de West Connemara, em 1922.

Ainda assim, em meados de 1921, as ações do IRA, que não foram bem sucedidos em derrotar os ingleses, conseguiram colocá-los em um impasse. Muitos políticos em Londres e a população em geral no Reino Unido começaram a questionar se o preço da guerra valia a pena. O governo britânico também começou a concluir que derrotar o IRA militarmente talvez não fosse possível. O fracasso da administração britânica em acabar com os guerrilheiros irlandeses teve repercussões nas eleições de 13 de maio de 1921. Nas eleições gerais para o Parlamento do Sul da Irlanda, a Sinn Féin ganhou 124 dos 128 assentos, mas novamente os parlamentares se recusaram em assumir seus mandatos sob a prerrogativa inglesa. Pelos termos do Ato do Governo da Irlanda de 1920, o Parlamento do Sul foi então dissolvido e toda a autoridade política da Irlanda do Sul passou para as mãos do Lorde Tenente (ajudado por assessores indicados pela Coroa). Entre os dias 14 e 15 de maio, o IRA assassinou quinze policiais. A violência pelo país continuou nos dias seguintes. Isso mostrou um fracasso das políticas inglesas para restabelecer o controle e a lei na ilha irlandesa. Em junho de 1921, oficiais do governo britânico, em um movimento inédito na guerra, contataram a Sinn Féin para abrir negociações.
Perto do fim do conflito, muitos líderes republicanos, incluindo Michael Collins, estavam convencidos de que se a guerra continuasse por mais tempo a situação do IRA ficaria crítica devido a falta de suprimentos, especialmente munição. Por causa disso, muitos queriam "levar a guerra até a Inglaterra". Foi decidido que alvos de importância econômica seriam priorizados, como os portos em Liverpool. Segundo os britânicos, cerca de dezenove armazéns foram queimados por lá pelo IRA. Contudo, outros planos de novos ataques tiverem de ser abandonados devido a trégua que fora convocada.

### Trégua: julho – dezembro de 1921
As hostilidades terminaram em 11 de julho de 1921 quando uma trégua foi proclamada. O conflito havia chegado a um impasse. Anteriormente, o primeiro-ministro britânico, David Lloyd George, havia insistido que o IRA entregasse suas armas como uma pré-condição para conversações de paz. Contudo, o líder do governo inglês começou a ser pressionado pelo parlamento, especialmente pelo líder da oposição, Herbert Henry Asquith, pelo Partido Liberal, pelo Partido Trabalhista e pelo Trades Union Congress, e então a trégua acabou sendo chamada.
Do ponto de vista britânico, parecia que a campanha de guerrilha do IRA poderia durar indefinidamente e seria necessário um alto custo em vidas e dinheiro pra reassumir o controle total da Irlanda. Mais importante, o governo inglês estava sofrendo criticas severas de dentro e fora do país devido as ações de suas forças armadas na ilha vizinha. Em 6 de junho de 1921, os britânicos fizeram seu primeiro gesto conciliatório ao revogar a política de queimar casas em represálias. Por outro lado, vários líderes rebeldes e particularmente Michael Collins, achavam que o IRA não poderia seguir com a guerra a todo vapor indefinidamente. Eles estavam sendo acuados devido à chegada de mais brigadas de soldados profissionais ingleses a Irlanda e pela crescente falta de armas e munição.

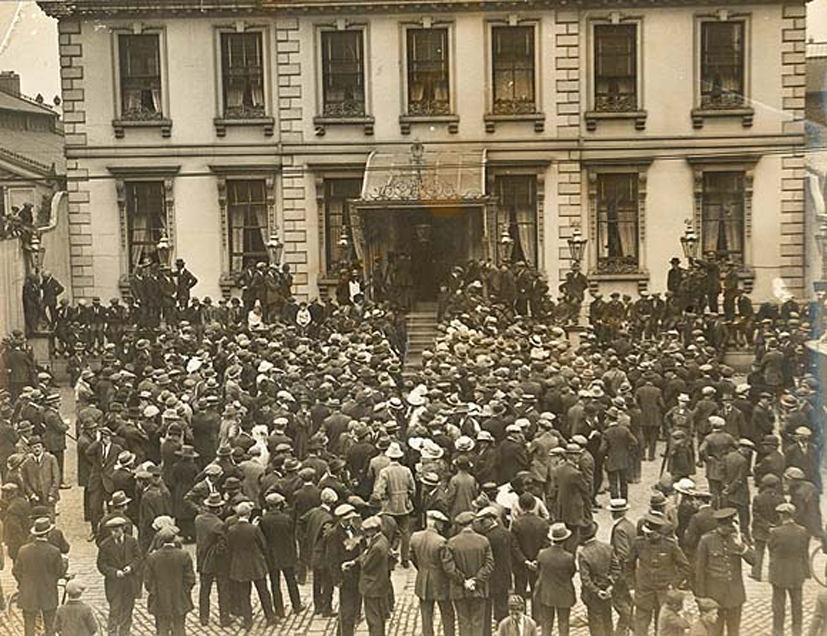
Uma multidão se aglomera na Mansion House, em Dublin, dias antes da formalização da trégua.

Os movimentos iniciais que levaram a trégua são creditados a três pessoas: o rei Jorge V, o primeiro-ministro da África do Sul general Jan Smuts e ao primeiro-ministro inglês David Lloyd George. O rei Jorge já havia expressado ao governo sua infelicidade com o comportamento dos Black and Tans na Irlanda e ficou insatisfeito com o discurso que foi preparado para ele para ser dado na abertura do Parlamento da Irlanda do Norte. Smuts, um amigo próximo do rei, disse que o discurso poderia ser usado para reforçar o apelo para uma reconciliação na Irlanda. Jorge V pediu para ele anotar suas ideias. Smuts assim o fez e deu uma cópia das suas anotações ao rei e a Lloyd George. Lloyd então convidou Smuts para uma reunião de gabinete de sua administração para discutir a situação. Foi então acertado que o rei daria sim um 'discurso conciliatório'. Ele acabou sendo feito em Belfast, no dia 22 de junho, e foi bem recebido por ambos os lados. Em uma parte, o rei disse: "aos irlandeses, parem. Estiquem suas mãos à tolerância e à conciliação, para esquecer e perdoar, e para se juntar para trazer a terra que amam a uma era de paz, contentamento e boa vontade".
Em 24 de junho de 1921, o gabinete do conselho de governo britânico decidiu propor conversas de paz a liderança da Sinn Féin. Liberais e unionistas concordaram que as negociações fortaleceriam a posição do governo caso os rebeldes republicanos se recusassem a conversar. Austen Chamberlain, líder do  Partido Unionista do Ulster, disse que o "discurso do rei deve ser seguido e observado como uma última tentativa de se fazer paz antes de irmos até as últimas consequências com a lei marcial". Aproveitando o momento, Lloyd George escreveu para Éamon de Valera como "o líder escolhido pela maioria da Irlanda do Sul" e pediu uma conferência. A Sinn Féin respondeu afirmando que concordava com as negociações. De Valera e Lloyd então firmaram a trégua para encerrar a luta e assim iniciar as conversações. Em 11 de julho, a trégua entrou em vigor oficialmente. As negociações foram atrasadas devido a exigências do governo britânico para que o IRA se desarmasse, mas o pedido foi negado. Os republicanos concordaram em cessar todas as ações de guerrilha, contanto que os ingleses ficassem nos quartéis e não saíssem.
Muitos oficiais do IRA interpretaram a trégua como apenas uma pausa e continuaram com suas preparações e com o recrutamento e treinamento dos voluntários. Os ataques da RIC e do exército britânico também não cessaram completamente. Entre dezembro de 1921 e fevereiro do ano seguinte, foram reportados ao menos oitenta ataques pelo IRA contra policiais, deixando ao menos doze mortos. Em 18 de fevereiro de 1922, unidades de militantes republicanos, liderados por Ernie O'Malley, atacaram um quartel da RIC em Clonmel, fazendo quarenta oficiais de polícia prisioneiros e apreenderam seiscentas armas e muita munição. Em abril de 1922, em Dunmanway, um grupo de republicanos irlandeses mataram dez supostos informantes da polícia em Cork, como represália ao assassinato de um dos seus homens na cidade. Os protestantes também passaram a ser alvos do IRA, pois a maioria simpatizava com os britânicos. Mais de cem famílias de protestantes fugiram da região de Cork perto do começo da trégua.
Muitos oficiais do IRA continuaram a lutar, mesmo após a assinatura de um tratado entre a Inglaterra e a Irlanda. Isso foi um dos fatores que levaram à guerra civil que assolaria o país meses depois.

## Tratado
As negociações que se iniciaram após a decretação da trégua resultaram no Tratado Anglo-Irlandês (6 de dezembro de 1921), que foi ratificado pela Dáil Éireann em 7 de janeiro de 1922, dando assim legitimidade perante a lei da República Irlandesa. Pouco tempo depois foi aprovado pelo Parlamento da Irlanda do Sul, tornando o documento legítimo perante a lei do regime britânico na ilha. Por fim, o tratado também foi ratificado por ambas as casas do parlamento inglês. Nascia assim o Estado Livre Irlandês (em irlandês: Saorstát Éireann ou em inglês: Irish Free State).
O tratado também permitiu que a Irlanda do Norte, que havia sido criada pelo Ato do Governo da Irlanda de 1920, optasse, se quisesse, por não fazer parte do Estado Livre, o que eles o fizeram em 8 de dezembro de 1921. Conforme concordado, uma comissão foi formada para decidir precisamente qual seria a fronteira da Irlanda do Sul e do Norte. Os negociadores republicanos entendiam que a comissão refaria a fronteira de acordo com os desejos dos nacionalistas locais ou dos unionistas.  Desde 1920, eleições locais no norte da Irlanda normalmente pendiam para o lado dos nacionalistas. Michael Collins, um dos responsáveis pelo tratado, queria moldar as fronteiras do norte para tornar aquela parte do país inviável economicamente. A comissão porém não mudou as divisões territoriais do país; em troca, a dívida financeira da jovem nação para com a Grã-Bretanha seria perdoada, segundo os termos do acordo.

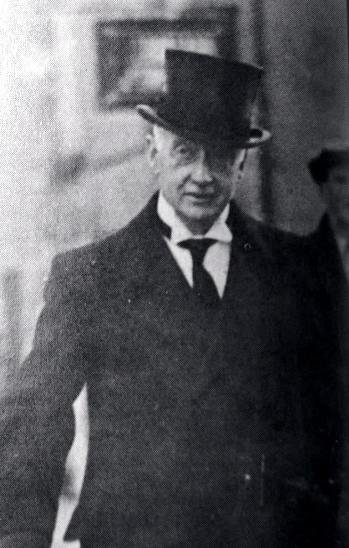
W. T. Cosgrave
O primeiro presidente do Estado Livre.

Um novo sistema de governo foi criado para o Estado Livre Irlandês. Durante o primeiro ano, dois governos paralelos existiam de fato; a Aireacht, que respondia a Dáil e era liderada pelo presidente Griffith. E também havia o Governo Provisório, que respondia a Casa dos Comuns da Irlanda do Sul e era apontada pelo Lorde Tenente governador. Por fim, o Lorde FitzAlan apontou Collins como o chefe do Governo Provisório. Pela teoria legal britânica, o governador inglês da ilha se encontrou com Collins para o "beijar de mãos". Na teoria legal republicana, eles se encontraram para que Michael aceitasse a rendição do Castelo de Dublin. Assim, após as cerimônias, 700 anos de governo inglês na ilha chegavam finalmente a um fim.
A maioria da liderança do movimento irlandês de independência era a favor dos termos do tratado, pelo menos naquele momento, apesar de muitos republicanos fanáticos não concordarem. O líder revolucionário Liam Lynch e a maioria dos veteranos da guerra de independência do IRA se recusaram a aceitar o tratado e em março de 1922 repudiaram a autoridade da Dáil e do novo Estado Livre, acusando-os de trair os ideais da república. A facção anti-tratado do IRA era apoiado pelo ex-autoproclamado presidente da República Irlandesa, Éamon de Valera, e pelos ministros Cathal Brugha e Austin Stack.
Enquanto a violência no Norte continuava, a situação no Sul também ficava tensa enquanto a Dáil e o IRA se dividiam entre apoiar ou não o tratado. Em abril de 1922, uma executiva de oficiais do Exército Republicano Irlandês que repudiavam o acordo com os ingleses e também não aceitavam a autoridade do Governo Provisório se reuniram. Estes republicanos afirmavam que a Dáil não tinha o direito de desestabelecer a República Irlandesa. Então, um grupo de membros radicais do IRA invadiu diversos prédios públicos em Dublin para tentar desfazer o tratado e reiniciar a guerra contra os britânicos. Este foi o primeiro de uma série de confrontos entre forças contrárias e a favor do tratado. Em junho de 1922, querendo firmar o Estado Livre Irlandês e garantir sua sobrevivência, e ainda sob pressão do governo inglês, Michael Collins e suas tropas atacaram os rebeldes por toda a Dublin, o que instigou as hostilidades pelo país.
A subsequente Guerra Civil Irlandesa, que durou até meados de 1923, custou a vida de vários personagens notáveis da guerra de independência, incluindo o líder do Governo Provisório, Michael Collins, do ex-ministro Cathal Brugha e dos republicanos anti-tratado Harry Boland, Rory O'Connor, Liam Mellows, Liam Lynch e vários outros. O número de mortos neste conflito nunca foi estimado com precisão, mas alguns acreditam que seria maior do que as perdas totais sofridas durante a guerra contra a Inglaterra. O presidente da Dáil, Arthur Griffith, também morreu durante o conflito, mas de derrame. Após a morte de Griffith e de Collins, W. T. Cosgrave se tornou o novo chefe de governo. Em 6 de dezembro de 1922, o Estado Livre Irlandês passou a existir oficialmente e Cosgrave se tornou o primeiro presidente do Conselho Executivo (Taoiseach), que acabou se tornando o primeiro governo irlandês independente reconhecido internacionalmente.
A guerra civil oficialmente terminou em 1923 com a derrota das forças anti-tratado. O novo país se tornou uma nação praticamente independente, embora ainda fizesse parte do Império Britânico como um domínio, com a autoridade da nação ainda investida na figura do rei inglês mas com o controle do país de facto caindo nas mãos do governo irlandês eleito pela casa baixa da câmara, a chamada Dáil Éireann. O Estado ainda teria um sistema judicial independente e um nível de independência interna que não excedeu o que os republicanos que lutavam pela independência queriam. Na verdade, o "Saorstat Eireann" (como o Estado Livre era chamado) era, de fato, o título usado pela República Irlandesa na proclamação do governo provisório em 1916. Em 1937, cerca de quinze anos após a independência do país, uma nova constituição seria escrita, transformando a Irlanda em uma república, criando assim o atual Estado Irlandês.

## Conflito no norte

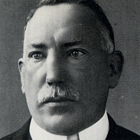
Sir James Craig, Visconde de Craigavon,
o primeiro homem a ser chefe de governo do Parlamento da Irlanda do Norte. Craig aprovou, de forma tácita, as "represálias organizadas" contra os nacionalistas do IRA e seus simpatizantes.

No Ato do Governo da Irlanda de 1920 (que entrou em vigor em dezembro de 1920), os britânicos tentaram resolver as tensões na ilha irlandesa através do Home Rule, criando dois parlamentos para o país, sendo um no norte e outro no sul. A Dáil Éireann ignorou completamente isso, afirmando que a República Irlandesa já existia e não reconhecia mais a autoridade de Londres. Contudo, os unionistas no nordeste da nação aceitaram a lei e se prepararam para formar um governo próprio.
Diferente do sul, o norte era mais simpático ao Reino Unido (assim como os ingleses, os norte-irlandeses eram em sua maioria protestantes, contrastando com os sulistas, que eram majoritariamente católicos) e os unionistas tinham muita força no cenário político local. Assim, a guerra no norte teve um padrão diferente em comparação ao resto do país. No sul e no oeste, o conflito se dava entre o IRA e o exército britânico. No nordeste, particularmente na região de Belfast, o ciclo de violência tinha um caráter mais sectário e religioso, com católicos, encabeçados por nacionalistas, enfrentando os protestantes, em sua maioria unionistas.

### Verão de 1920
Os ataques do IRA no nordeste da Irlanda eram menos intensos que que no resto do país, com o conflito sendo polarizado entre unionistas e nacionalistas (em sua maioria católicos). A violência religiosa era intensa, com ambos os lados lançando represálias contra civis do outro lado. A comunidade católica, principalmente, sofria com ela. Os unionistas normalmente condenavam tais ações mas o Estado não se opunha a elas, conforme James Craig, primeiro-ministro da Irlanda do Norte, escreveu em 1920:

Os lealistas estão determinados a tomar as ações... agora eles acham que a situação é tão desesperadora que, a não ser que o governo tome alguma medida, é aconselhável para eles ver algumas medidas para serem tomadas para um sistema de represálias 'organizadas' contra os rebeldes.
O primeiro ciclo de ataques e represálias no norte começou no verão de 1920. A 19 de junho, uma semana de violência e revolta sectária aconteceu na cidade de Derry, deixando um saldo de dezoito mortos. Em 17 de julho, o coronel britânico Gerald Smyth foi assassinado por homens do IRA em um clube na cidade de Cork em resposta a um discurso feito para policiais em Listowel que haviam recusado ordens para se mover para áreas mais urbanas, como ele havia falado: "você pode ocasionalmente cometer erros e inocentes podem terminar sendo baleados, mas isso é inevitável. Nenhum policial ficará encrencado por atirar em alguém". Smyth veio de Banbridge, no condado de Down, no nordeste, e sua morte provocou retaliações contra católicos em Banbridge e Dromore. No dia 21 de julho, em parte como resposta a morte de Smyth e por competição por empregos, lealistas marcharam contra os estaleiros de Harland and Wolff, em Belfast, e forçaram mais de 7 000 trabalhadores católicos e esquerdistas protestantes a fugir e deixar seus trabalhos. O resultado foi uma série de revoltas de caráter sectário em Belfast e Derry que deixaram mais de 40 mortos. Muitos católicos e protestantes tiveram de deixar seus lares. Em 22 de agosto, o detetive Swanzy, da polícia real irlandesa, foi baleado e morto por homens do IRA enquanto deixava sua igreja em Lisburn, no condado de Antrim. Swanzy havia sido implicado no assassinato do prefeito de Cork, Tomás Mac Curtain. Em resposta, lealistas locais queimaram residências de católicos nas periferias de Lisburn – mais de 300 casas foram destruídas. Embora muitas pessoas tenham sido posteriormente processadas pelos incidentes, as autoridades não fizeram esforços na época para tentar deter as atitudes dos vândalos. Michael Collins, por recomendação de Seán MacEntee, organizou um boicote contra produtos vindos de Belfast, como uma retaliação contra as agressões dirigidas a comunidade católica. A Dáil também aprovou um boicote em 6 de agosto, que foi expandido ao fim de 1920.

### Primavera de 1921

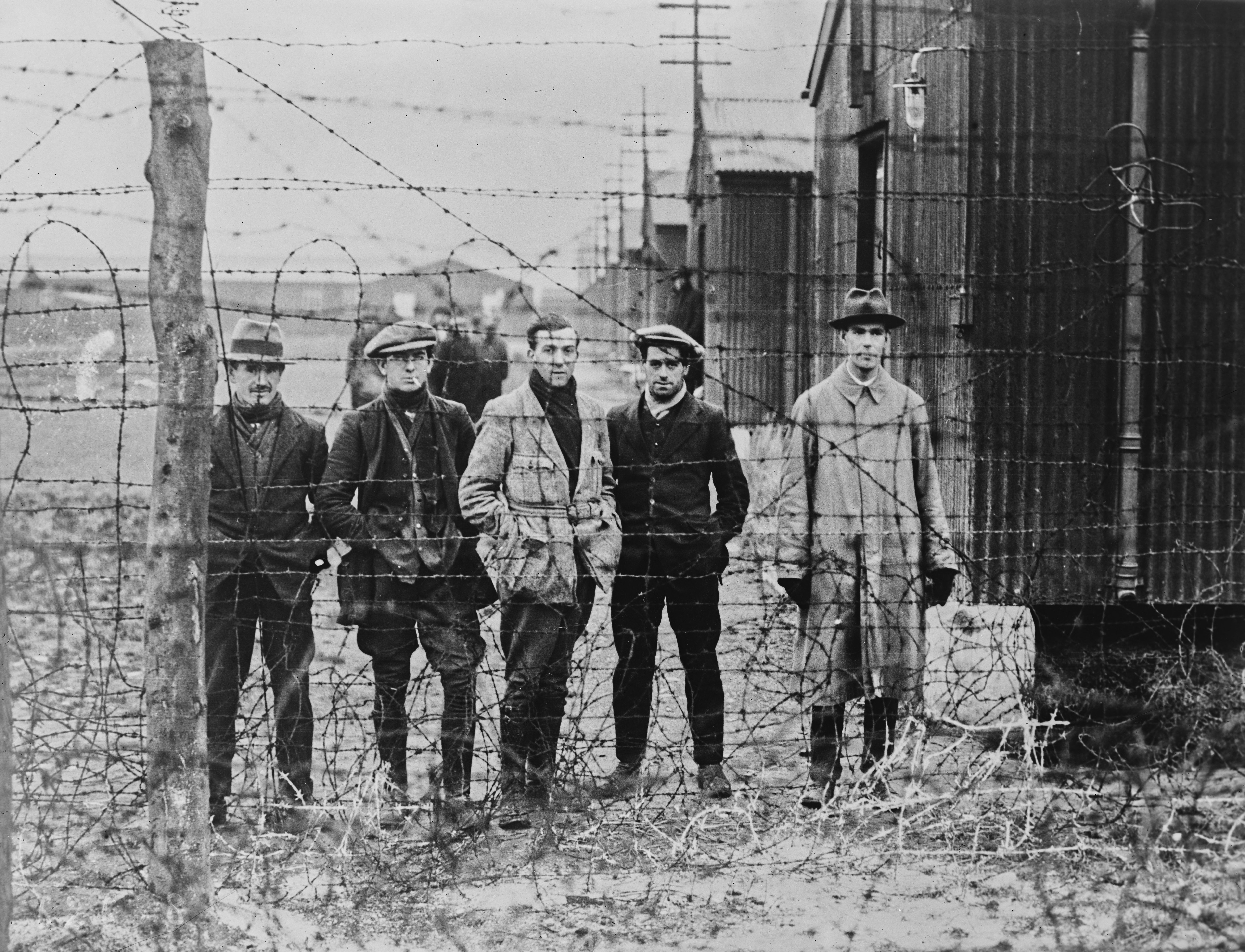
Militantes do Sinn Féin em uma prisão inglesa na Irlanda, em meados de 1920.

O ano novo de 1921 foi particularmente violento no norte, com muitas mortes sendo reportadas na primavera. Unidades nortenhas do IRA estavam sob pressão da liderança rebelde em Dublin para se juntar aos seus aliados no resto do país e iniciar sua própria campanha de guerrilha. Assim como ocorreu após atentados anteriores, tais ações resultaram em represálias contra as comunidades católicas locais por parte dos lealistas (simpatizantes da coroa britânica). Por exemplo, em abril de 1921, militantes do IRA em Belfast mataram dois soldados ingleses em Donegal, no centro da capital do norte. Na mesma noite, dois católicos foram mortos em Falls Road. Em 10 de julho de 1921, rebeldes irlandeses emboscaram militares britânicos na rua Raglan, em Belfast. Na semana seguinte, dezesseis católicos foram mortos e 216 casas queimadas como represália (o Domingo Sangrento de Belfast).
A matança por parte dos lealistas era feita pela chamada Força Voluntária de Ulster (Ulster Volunteer Force, ou UVF), supostamente com ajuda da RIC (a polícia real) e das forças auxiliares (militares britânicos). Em maio o primeiro-ministro do norte, James Craig, chegou em Dublin para se encontrar com o Lorde Tenente da Irlanda, Edmund FitzAlan-Howard. Mas, secretamente, se encontrou com Éamon de Valera, o líder do movimento político rebelde. Os dois conversaram sobre a possibilidade de uma trégua em Ulster e uma subsequente troca de prisioneiros. Craig propôs um entendimento baseado na Lei de Governo da Irlanda, com independência limitada para o sul e autonomia para o norte, dentro do contexto da Home Rule. Nada, contudo, saiu dessa conversa e a violência no norte continuou.

### Julho de 1921 – maio de 1922
Enquanto uma trégua entre os britânicos e os rebeldes do IRA encerrou a luta no sul a 11 de julho de 1921, a matança no norte continuou e na verdade aumentou de intensidade até o verão de 1922. Em Belfast, dezesseis pessoas foram mortas em um espaço de dois dias. A violência na capital nortenha era esporádica e brutal, resultando quase sempre em represálias contras comunidades de católicos e protestantes. Dessa mesma forma, vinte pessoas foram mortas em tiroteios e assassinatos no norte e oeste de Belfast entre 29 de agosto e 1 de setembro de 1921. Outros trinta morreram entre 21 e 25 de novembro. Nessa altura, os lealistas e simpatizantes dos britânicos resolveram lançar ataques e lançar bombas esporadicamente contra áreas controladas pela minoria católica por todo a Irlanda do Norte e os rebeldes do IRA responderam atacando trabalhadores protestantes nas ruas.
Além disso, apesar do apoio da Dáil ao Tratado Anglo-Irlandês, em janeiro de 1922, que confirmou e oficializou a existência da Irlanda do Norte, houve confrontos entre militantes do IRA e forças britânicas ao longo da fronteira no começo de 1922. Em parte, muitos acreditam que isso se deve ao fato de Michael Collins ver o tratado como um movimento tático, em vez de um acordo final. Muitos integrantes do IRA foram presos em Derry e arredores. Em retaliação, Collins mandou prender quarenta e dois lealistas em Fermanagh e Tyrone. Logo após este incidente, unionistas atacaram um grupo de republicanos separatistas na área de Clones. O líder da unidade do IRA foi morto e um intenso tiroteio começou, terminando com mais quatro fatalidades. Este evento paralisou temporariamente a retirada das tropas britânicas da Irlanda. Apesar de organizar uma comissão para definir a fronteira do sul com o norte, o IRA continuou atacando instalações do Reino Unido pela fronteira. Retaliações em Belfast foram reportadas nos dias seguintes. Dois dias depois das prisões em Fermanagh, trinta pessoas perderam a vida na capitão do norte, incluindo quatro crianças católicas e duas mulheres que foram mortas em um atentado a bomba feito pelos lealistas na rua Weaver. Em março, mais sessenta pessoas morreram em Belfast, incluindo seis membros da família católica McMahon, que foram assassinados especificamente em represália pela morte de dois polícias pelo IRA. Em abril de 1922, outras trinta pessoas faleceram no norte da capital (o chamado "massacre de Arnon"), incluindo seis católicos em um ato cometido pela polícia local.
Winston Churchill providenciou uma reunião entre Collins e James Craig em 21 de janeiro de 1922 e o boicote sulista contra produtos de Belfast foi encerrado, mas acabou sendo reimposto semanas mais tarde. Os dois líderes tiveram mais reuniões, mas apesar de declarações conjuntas afirmando que a "Paz foi Declarada", em 30 de março, a violência no norte continuou.

### Maio – junho de 1922

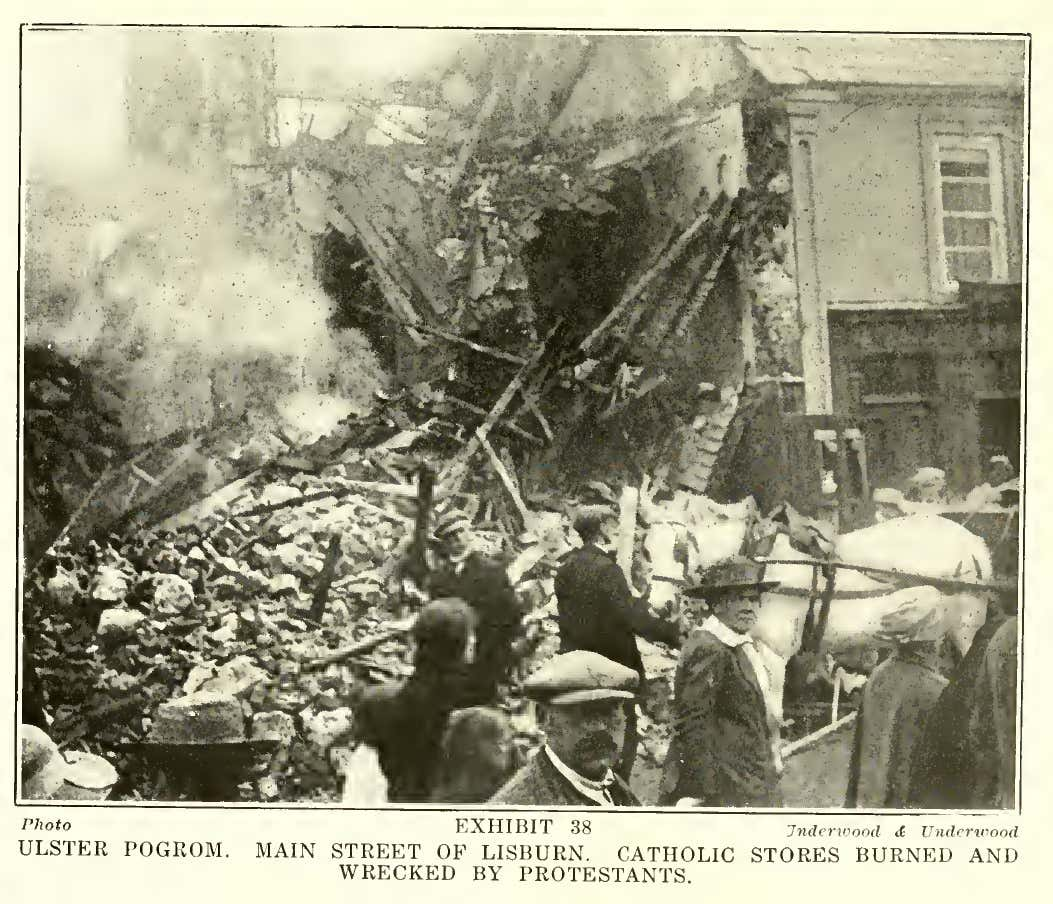
Empresas de propriedade católica destruídas por legalistas unionistas em Lisburn.

Entre maio e junho de 1922, Collins, líder do governo do sul, ordenou que o IRA lançasse uma campanha de guerrilha contra a Irlanda do Norte. Nesta altura, os republicanos do sul estavam divididos entre apoiar ou não o tratado anglo-irlandês, mas tanto unidades pró ou anti tratado se envolveram nesta operação. Armamento enviado pelos britânicos para apoiar o novo exército irlandês foram desviados e enviados para o IRA para realizar ataques no norte. Contudo, estas ofensivas não tiveram muito sucesso. Uma brigada do IRA em Belfast reportou, ao fim de maio, que a campanha era "fútil e tola... o único resultado dos ataques foi colocar a população católica local a mercê dos unionistas".
A 22 de maio, após o assassinato do parlamentar nortista William Twaddell, cerca de 350 homens do IRA foram presos em Belfast, aleijando sua organização por lá. Um dos maiores combates no norte aconteceram quando militares britânicos tiveram de usar artilharia para desalojar vários militantes do IRA de uma vila em Pettigo, matando sete deles, ferindo outros seis e capturando quatro homens. O ciclo de violência sectária contra civis continuou até meados de junho de 1922. Em maio, cerca de 75 pessoas tinham sido mortas em Belfast e outras trinta em junho. Milhares de católicos fugiram da região, indo para áreas ao redor de Glasgow ou Dublin. A 17 de junho, dois católicos foram mortos pelos lealistas. Em represália, uma unidade do IRA, sob comando de Frank Aiken, baleou dez protestantes em Altnaveigh, matando seis deles. Três lealistas também morreram.
Michael Collins afirmou que o marechal britânico Sir Henry Wilson (que também era um parlamentar unionista) era o responsável pelos ataques contra católicos no norte. Muitos historiadores afirmam que Collins, por esta razão, teria encomendado o assassinado de Wilson em junho de 1922, mas isso nunca foi provado. Este evento ajudou a incitar a Guerra Civil Irlandesa. Winston Churchill insistiu com Collins para que ele tomasse ações mais duras contra os rebeldes anti-tratado do IRA no sul, quem ele havia responsabilidade pela morte do marechal. O conflito civil no sul acabou por ser um fator determinante para o fim da violência no norte, já que o IRA agora estava dividido e desmoralizado. Quando Collins morreu, em agosto de 1922, o novo governo do Estado Livre Irlandês encerrou sua política de apoiar os rebeldes no norte.
A violência no norte começou de fato a diminuir de intensidade ao fim de 1922. A última morte reportada na Irlanda do Norte durante o conflito aconteceu a 5 de outubro.

## Evacuação das forças britânicas

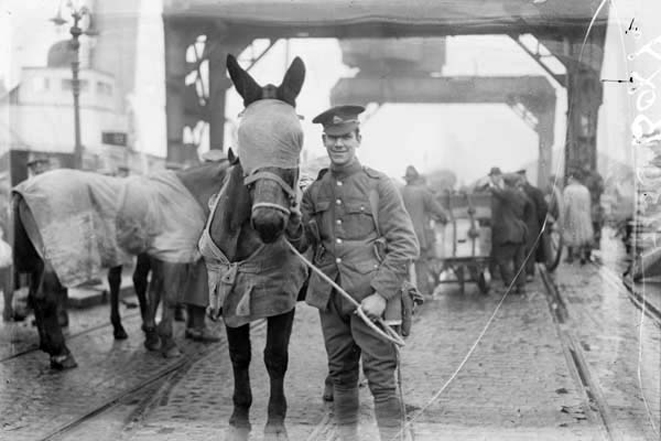
Um soldado de cavalaria inglês deixando Dublin, em 1922.

Em outubro de 1921, havia pelo menos 57 mil homens do exército britânico na Irlanda, junto com 14 200 policiais da RIC e outros 2 600 auxiliares e paramilitares da Black and Tans. A evacuação em larga escala dos militares ingleses e seus equipamentos começou de fato em 12 de janeiro de 1922, após a assinatura do tratado,  e demorou cerca de um ano para ser completada. Foi uma grande operação logística, contudo, após alguns meses, o Castelo de Dublin e os quartéis de Beggar foram transferidos para o controle do governo provisório irlandês. A Royal Irish Constabulary (RIC) foi dispensada e oficialmente extinta em 31 de agosto de 1922. Em novembro do mesmo ano, o número de soldados ingleses na ilha era de apenas 6 600, concentrados em sua maioria em Dublin. Em dezembro, os últimos prédios e instalações militares britânicos na Irlanda foram abandonados e transferidos para o controle do novo exército irlandês. As últimas guarnições estrangeiras deixaram a ilha na mesma noite.

## Perdas em vidas
Segundo historiadores atuais, mais de duas mil pessoas foram mortas na guerra. Durante a sua fase de guerrilha (1919–21) os embates entre militantes republicanos e forças inglesas terminaram com mais de 3 400 baixas infligidas (entre mortos e feridos). Dos quais, 363 eram policiais, 261 soldados profissionais do exército britânico, ao menos 550 voluntários do IRA (incluindo 24 execuções oficiais) e pelo menos 200 civis. Outras fontes afirmam que o número de mortos pode ter sido bem mais alto.
Em 21 de novembro de 1921, os britânicos realizaram uma cerimônia em homenagem aos combatentes mortos na guerra, de todas as patentes, que contavam 162 no período da trégua de 1921 e outros 18 mortos no período posterior. Muitos foram enterrados no cemitério militar de Grangegorman.
Cerca de 557 pessoas morreram na violência política na Irlanda do Norte entre 1920 e 1922. Esse total de mortos é separado do número de fatalidades sofridas no sul, já que muitas destas baixas foram sofridas após a trégua de 11 de julho que terminou a luta no resto do país. Destas mortes, entre 303 e 340 eram civis católicos, 35 eram homens do IRA, e entre 172 e 196 eram civis protestantes e 82 eram militares a serviço do Reino Unido (38 eram membros da RIC e 44 de polícias locais). A maioria da violência aconteceu em Belfast: 452 pessoas foram mortas por lá – 267 católicos e 185 protestantes.
Nacionalistas irlandeses afirmavam que boa parte da violência no norte era resultado de pogroms feitos contra a sua comunidade já que 58% das vítimas eram católicos (que representavam apenas 35% da população). Um historiador da época, Alan Parkinson, afirmou que o termo 'pogrom' não era uma forma justa e precisa de explicar os eventos daquele período já que a brutalidade era dirigida contra todos os lados.
Uma das principais críticas feitas ao IRA era as execuções de civis no sul de pessoas acusadas de serem informantes para os britânicos. Vários historiadores, especialmente Peter Hart, afirmavam que muitos destes que foram mortos eram simplesmente taxados como "inimigos" em vez de informantes provados. Hart dizia que era uma guerra entre comunidades, com protestantes e católicos se estranhando, com espiões e contra espiões se caçando e se matando. Em um dos casos mais controversos foi os "Assassinatos de Dunmanway" em abril de 1922, onde dez protestantes foram mortos e outros três desapareceram (dados como mortos também logo em seguida). Contudo alguns historiadores, como Niall Meehan e Meda Ryan, tem uma visão diferente, aliviando um pouco para o lado dos republicanos.

## Guerra de propaganda

O símbolo da República:
A bandeira tricolor irlandesa foi pela primeira vez usada pelo movimento "Jovem Irlanda" durante o levante de 1848.

Um dos aspectos fundamentais da guerra é a propaganda. Os britânicos tentavam pintar o IRA como um grupo anti-protestante para encorajar os praticantes desta fé na Irlanda a apoiar os ingleses. Por exemplo, nos comunicados sobre o que estava acontecendo os britânicos sempre mencionavam a religião dos espiões e colaboradores que o IRA matava dando ênfase se a vítima era protestante, mas deixando de lado se ela era católica (como era na maioria dos casos) para dar a impressão que os protestantes eram as principais vítimas dos guerrilheiros republicanos. Eles encorajavam os editores dos jornais, através da força as vezes, a fazer o mesmo. No verão de 1921, foi publicado uma série de artigos em revistas de Londres chamados "Ireland under the New Terror, Living Under Martial Law" ("Irlanda sob novo terror, vivendo sob lei marcial"). As reportagens afirmavam ter uma visão imparcial do que estava acontecendo na Irlanda, mas mostravam o IRA majoritariamente de forma negativa se comparado com as tropas britânicas. Na realidade a maioria dos acontecimentos narrados nas matérias vinham do Departamento de Propaganda do Castelo de Dublin e tinham por objetivo influenciar a opinião pública inglesa em apoiar a guerra (a maioria dos britânicos já tinha uma visão desfavorável do conflito devido a denúncia de abusos cometidos por seus soldados em solo irlandês).
Uma das táticas que o governo britânico tentou usar era coletar evidências que mostrassem que o Sinn Féin e a Rússia Soviética colaboravam, a fim de pintar os republicanos irlandeses como comunistas.

O símbolo do poder britânico na Irlanda:
O estandarte do Lorde-tenente, que usava a bandeira da união mais o símbolo nacional da Irlanda, criado pelo Ato de União de 1800.

A Igreja Católica, uma das instituições mais fortes da época, era crítica da violência perpetrada por ambos os lados, mas especialmente condenava o IRA por suas ações (a igreja tinha uma longa reputação de condenar a militância republicana). O bispo de Kilmore, Dr. Finnegan, disse: "Em qualquer guerra... ser justa e legal deve ser apoiada por uma esperança bem fundamentada de sucesso. Que esperança de sucesso você tem contra o poderio do Império Britânico? Nenhuma... nenhuma mesmo e se é tão ilegal mesmo, toda a vida tirada durante esse processo é assassinato". Thomas Gilmartin, o Arcebispo de Tuam, escreveu uma carta dizendo que os homens do IRA que participavam das emboscadas "quebravam a trégua de Deus e são culpados de homicídio". Contudo, em maio de 1921, o papa Bento XV consternou o governo britânico quando estes pediram que a Igreja oficialmente condenasse a rebelião e escreveu uma carta falando que "os ingleses e os irlandeses devem considerar com calma ... alguma forma de acordo mútuo". Os britânicos afirmaram que esta declaração do papa considerava o "governo de sua Majestade e as gangues assassinas irlandesas em pé de igualdade".
Pelo lado irlandês, os influentes escritores Desmond FitzGerald e Robert Erskine Childers publicavam os chamados Irish Bulletin ("Boletim irlandês") que detalhavam as atrocidades do governo britânico na guerra e era secretamente distribuído pela Irlanda. Os boletins também eram impressos no exterior, como nos Estados Unidos, Europa e até na Inglaterra.
Enquanto a guerra armada tornava impossível governar a Irlanda no começo da década de 1920, ela não removeu as forças britânicas da ilha. Mas o sucesso da campanha de propaganda do Sinn Féin reduziu as opções do governo do Reino Unido para escalar o conflito. Isso preocupava as autoridades inglesas pois elas temiam que isso poderia atrapalhar suas relações com os Estados Unidos, que possuíam uma enorme população de descendentes de irlandeses e também tinha vários grupos que enviavam ajuda à Irlanda, como a organização American Committee for Relief in Ireland ("Comitê americano para ajuda na Irlanda"). O gabinete de governo inglês não havia previsto como seria a guerra iniciada em 1919. Em 1921, um dos seus ministros, Winston Churchill, refletiu: "Qual era a alternativa? Foi mergulhar um pequeno canto do império em uma repressão a ferro, que não podia acontecer sem uma mistura de assassinatos e contra-assassinatos... Apenas o senso de auto-preservação nacional poderia ser usado como desculpa para esta política, e nenhum homem sensato poderia alegar que a auto-preservação estava envolvida".

## Memorial
Um memorial em Dublin, o Garden of Remembrance (An Gairdín Cuimhneacháin ou "Jardim da Lembrança") foi erguido em 1966, por ocasião do cinquentenário da Revolta da Páscoa. Já o dia em que a trégua foi firmado é um feriado chamado de "Dia Nacional da Comemoração", em memória a todos os combatentes que lutaram na guerra.
O último sobrevivente do conflito, Dan Keating (que foi membro do IRA), morreu em outubro de 2007, aos 105 anos de idade.